# Elisabeth Bergner
Elisabeth Ettel (ur. 22 sierpnia 1897 w Drohobyczu, zm. 12 maja 1986 w Londynie) – austriacka aktorka, nominowana do Oscara za rolę w filmie Nie odchodź ode mnie.